# 邵智
邵智（1429年—？），字廷鑑，廣東廣州府南海縣人，明朝政治人物。進士出身。

## 生平
天順六年（1462年）壬午科廣東鄉試第八名。成化二年（1466年）丙戌科會試第一百四十一名，殿試登進士第三甲第三名，试监察御史。巡按福建，弹劾不避权贵，风采凛然，贪污吏员望风辞职。曾弹劾一名监司，监司送一金砚台，请求宽免，邵智断然拒绝。後轉廣西按察司佥事，所劾者刚好是巡抚，邵智立即上疏辞官。都御史屠鏞見他贫困，给以贡舶，邵智移资之，固辞不受。
邵智刚出生不久，父亲去世，母亲梁氏与祖母莫氏苦志守節孀居，景泰癸酉并旌表其門。

## 家族
曾祖邵宗理。祖父邵祖德。父亲邵康惠。